# Frederik Michael Liebmann
Pour les articles homonymes, voir Liebmann.
Frederik Michael Liebmann est un botaniste danois né en 1813 et mort en 1856. Il a étudié la botanique à l'université de Copenhague, mais n'y a jamais obtenu aucun diplôme officiel. Il a beaucoup voyagé au Mexique dans les années 1840, avant de devenir en 1845 professeur de botanique à l'université de Copenhague.